# Ca l'Arana
Ca l'Arana és un edifici històric desaparegut del Prat de Llobregat, també conegut com a Cal Veitas (o Beitas) o Cal Casa nostra. La masia està inclosa en l'Inventari del Patrimoni Arquitectònic de Catalunya.

## Descripció
Era una masia de tipus senyorial amb diversos mòduls adossats. Tenia un aire noucentista inspirat en diverses varietats de la masia popular catalana. Era de planta baixa i pis en la seva major part, tret d'un dels mòduls laterals que tenia planta i dos pisos. El segon mòdul, de tipus noble, estava dignificat per tres arcades de mig punt.
Destacava una gran torre d'estil modernista amb un gran mirador que destacava de tots els edificis i el feien servir per passar l'estiu la família. També tenia uns estables per al bestiar i, al fons la casa dels masovers. Van dedicar-se a la cria del bestiar boví i solien cultivar alfals i blat de moro per alimentar els animals. També cultivaven arròs que manipulaven en un gran molí arrosser. Aquest important molí encara es conserva i es fan gestions per recuperar-lo a causa del seu interès museístic.
La masia estava envoltada de camps per la seva part posterior i quedava colgada de palmeres i d'altres arbres per la part anterior de la façana, que donava gairebé a la platja.

## Història
La masia va ser construïda al segle xix a l'extensa finca propietat de Joan Salmerón i Martínez. Al seu voltant tenia una frondosa pineda que fins aleshores era un vedat de caça. El 1919 la casa va ser comprada per Perfectino Veitez i Rodríguez i el 20 de març del 1920 per Vicente de Arana i Milà, militar barceloní. L'últim masover que va residir a la finca va ser Josep Rodríguez amb la seva família. Ca l'Arana, amb totes les seves dependències, va ser enderrocat al 8 de novembre de 2001 per fer un nou traçat del riu Llobregat.